# Dover (Newfoundland en Labrador)
Dover is een gemeente (town) in de Canadese provincie Newfoundland en Labrador.

## Geschiedenis
Het dorp werd gesticht in de late 19e eeuw en stond oorspronkelijk bekend als Shoal Bay. In de jaren 50 en 60 van de 20e eeuw trok Dover, zoals het plaatsje toen ging heten, mensen aan uit hervestigde nederzettingen uit de omgeving. Het betrof onder meer een groot deel van de bevolking van het plaatsje Newport, evenals de inwoners van het katholieke Burnt Island. Zo kreeg het grotendeels protestantse Dover een katholieke buurt bij de noordelijke Butlers Cove. In de periode 1955–1958 werd daarenboven provinciale route 320 aangelegd, waardoor Dover via de weg met de rest van het Newfoundlandse stratennetwerk verbonden werd.
In 1971 werd de plaats officieel een gemeente met het statuut van town.

## Geografie
De gemeente ligt aan de oevers van Bonavista Bay, een grote baai aan de oostkust van het eiland Newfoundland. Het noordelijke gedeelte van de dorpskern ligt aan de open wateren van die baai, terwijl het zuidelijke gedeelte aan de oevers van een zijbaai genaamd Hare Bay gelegen is. Dover grenst in het westen aan de gemeente Hare Bay en is bereikbaar via provinciale route 320.

## Demografie
Demografisch gezien is Dover, net zoals de meeste kleine dorpen op Newfoundland, aan het krimpen. Tussen 1976 en 2021 daalde de bevolkingsomvang van 960 naar 579. Dat komt neer op een daling van 381 inwoners (-39,7%) in 45 jaar tijd.
| Demografische ontwikkeling van Dover tussen 1901 en 2021                                    |
| ------------------------------------------------------------------------------------------- |
|                                                                                             |
| Bron: Statistics Canada (1901–1911, 1935, 1951–1986, 1991–1996, 2001–2006, 2011–2016, 2021) |

## Vliegtuigcrash 1941

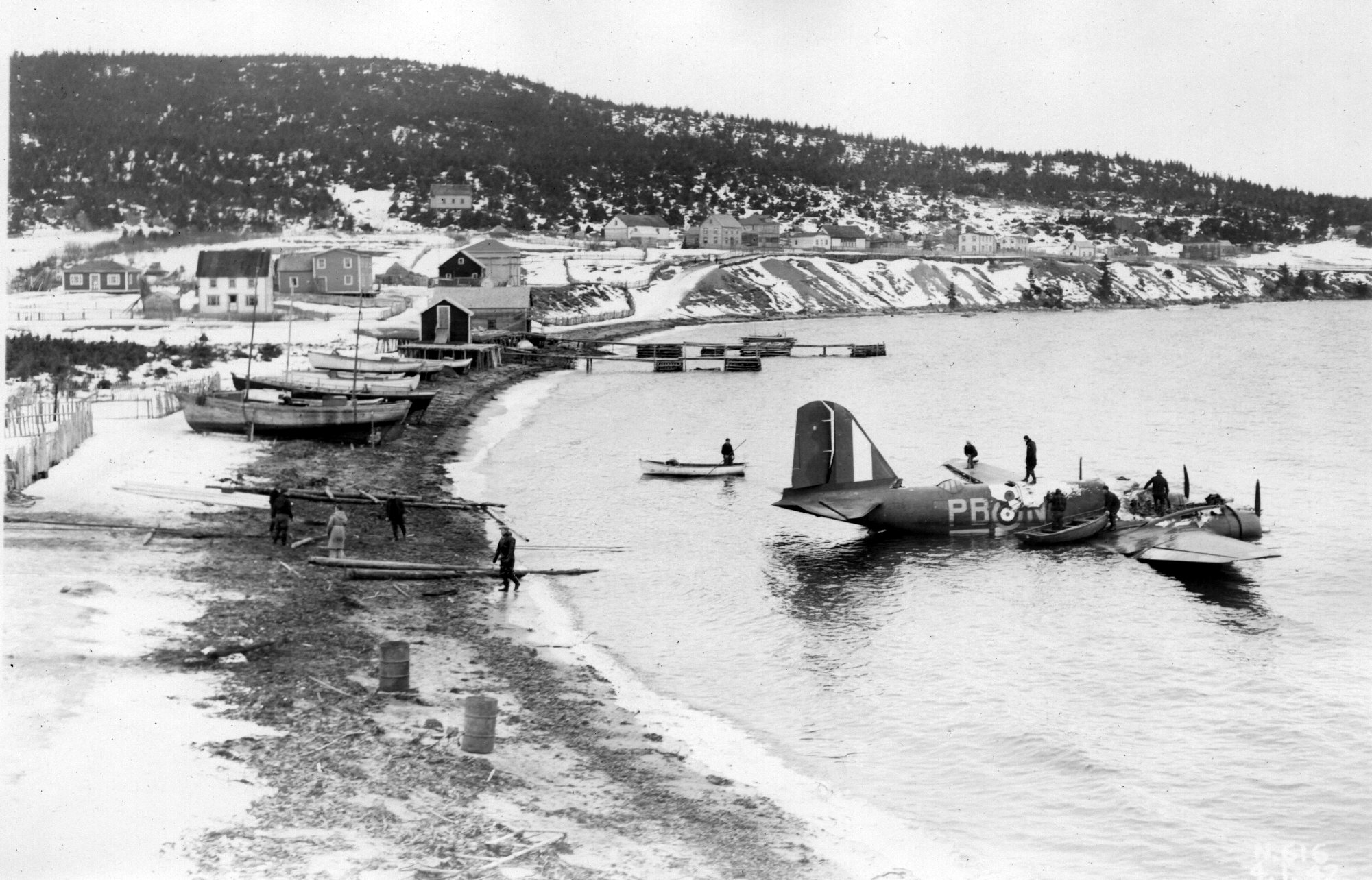
Het wrak van de B-18-bommenwerper wordt aan land gesleept te Dover (1941)

Op 2 januari 1941 – tijdens de Tweede Wereldoorlog – stortte een Douglas B-18-bommenwerper van de Koninklijke Canadese luchtmacht vlak voor de kust van Dover neer. De zes bemanningsleden overleefden allen de crash met slechts lichte verwondingen. Het vliegtuig werd later op het strand van Dover aan land gesleept en ontmanteld. Een deel van het wrak met herdenkingspaneel is nog te bezichtigen bovenop een via een wandelpad bereikbare heuvel met zich op het dorp.